# فينلاند ساغا
فينلاند ساغا (ヴィンランド･サガ Vinlando Saga) هي سلسلة مانغا يابانية ذو صنف تاريخي، مكتوبة ومرسومة من قبل ماكوتو يوكيمورا الحائز على جائزة مانغاكا. السلسلة نشرتها كودانشا، وكان أول تسلسلها في مجلة شونين الأسبوعية قبل أن تنتقل إلى مجلة المانغا  أفترنون الشهرية، تهدف السلسة  إلى البالغين. اعتبارا من نوفمبر 2017، السلسلة تم تجميعها في عشرين مجلدًا. فينلاند ساغا قد رخّصت أيضا باللغة الإنجليزية تحت رعاية كودانشا كوميك الولايات المتحدة الأمريكية.
تمّ الإعلان عن سلسلة الأنمي من طرف ويت استوديو والعرض الأولي في 7 يوليو 2019 بمجموع 24 حلقة.
فينلاند ساجا هي سلسلة مانغا يابانية تاريخية كتبها ورسمها مؤلف المانجا ماكوتو يوكيمورا. تم نشر المسلسل بواسطة كودانشا، وتم تسلسله لأول مرة في مجلة ويكلي شونين التي تستهدف الشباب قبل الانتقال إلى مجلة المانجا الشهرية آفترنون، التي تستهدف الرجال البالغين الصغار. اعتبارًا من يونيو 2019، السلسلة تم تجميعها في اثنين وعشرين حزمة مجلدة. كما تم ترخيص فينلاند ساجا للنشر باللغة الإنجليزية من قبل كودانشا الولايات المتحدة الأمريكية.[بحاجة لمصدر]

## الخلاصة
قبل خمسة عشر عامًا قائد الفايكنج ثورز سنوريسون، هجر معركة بحرية وبدأ حياة سلمية في آيسلندا مع زوجته هيلغا. الآن في عام 1002 يتوق ابنهم الصغير ثورفين إلى رؤية الجنة المسماة فينلاند. ولكن يصل الفايكنج فلوكي إلى قرية ثورفين مخططاً لقتل والد الصبي ثورز، الذي تم الكشف عن أنه كان جومسفيكنج السابق. بعد وفاة والده، ينضم ثورفين إلى طاقم أشيلاد للانتقام من اجل والده والتحدي المستمر لقائده في مبارزات مختلفة. بحلول عام 1013، وجدت مجموعة أسكيلاد فرص عمل كمرتزقة في الغزو الدنماركي للندن تحت ثوركيل العملاق.
اشتبكت فرقتي الفايكنج في وقت لاحق عندما سعى قادتهم إلى القبض على الأمير الدنماركي الشاب كنوت، نجحت مجموعة أشيلاد لكن قوات ثوركيل أجبرتهم على اللجوء الشتوي في شمال إنجلترا المتجمد بالقرب من المعسكر الدنماركي في غينزبورو. عند العثور على خالي الرجولة كنوت المتردد والذي يعتمد بشكل كبير على نائبه راجنار، يغير أشيلاد خطته الأولية بخيبة أمل لفترة وجيزة لدعم الأمير لحمله على فدية. لكن هجومًا مفاجئًا من سرية ثوركيل تجبر أشيلاد على تغيير رأيه، وقتل راجنار ليجبر كنوت للدفاع عن نفسه. يجلب الأمير كلاً من قوات ثوركيل وأشيلاد المتبقية تحت قيادته وهو يواجه والده، الذي يقرر عدم قتل كنوت بعد أن يثبت قيمته، بينما يصر على أن يكون هارالد وريثًا له.

### قصة الانمي
ثورفيين شاب من الفايكنج قُتل والده وهو صغير على يد قائد من الفايكنج يدعى اشيلاد أمام عينه. أخذ ثورفيين سلاح والده وقفز بسفينة أشيلاد ليقتله لكنه أضعف من أن يقتله، فأنضم لفريق أشيلاد ليحقق إنتقامة منه أثناء غزوهم المستعمرات بشمال أوروبا رغبة منه بالإزدياد قوة ليستطيع قتله.

## وسائل الإعلام

### المانغا
فينلاند ساغا هي مكتوبة ومصورة من قبل ماكوتو يوكيمورا  ونُشرت من قبل كودانشا. في أبريل 2005، بدأ تسلسلها في مجلة شونين الأسبوعية. في ديسمبر 2005، انتقلت  إلى مانغا السينن الشهرية في مجلة أفترنون الشهرية. اعتبارا من  ديسمبر 2017، الفصول تم جمعها في عشرين تانكوبون. أول مجلدين في البداية صدر تحت شونين ايمبراينت الأسبوعية، ثم أعيد إصدارها في أفترنون.

### أنمي
توين إنغاين أعلنت في 19 مارس 2018 أن السلسلة سوف تتلقى أنمي تلفزيوني الذي سيكون من إنتاج ويت استوديو. شركة أمازون ستنشر السلسلة في جميع أنحاء العالم على خدمة أمازون فيديو.

## الجوائز والترشيحات
| قائمة الجوائز والترشيحات | قائمة الجوائز والترشيحات | قائمة الجوائز والترشيحات | قائمة الجوائز والترشيحات | قائمة الجوائز والترشيحات | قائمة الجوائز والترشيحات |
| السنة                    | الجائزة                  | الفئة                    | المستلم                  | النتيجة                  | م.                       |
| ------------------------ | ------------------------ | ------------------------ | ------------------------ | ------------------------ | ------------------------ |
| 2024                     | جوائز كرانشي رول للأنمي  | أنمي العام 2024          | فينلاند ساغا - موسم 2    | رُشِّح                      | [ 2 ]                    |
| 2024                     | جوائز كرانشي رول للأنمي  | أفضل سلسلة مستمرة        | فينلاند ساغا             | رُشِّح                      | [ 2 ]                    |
| 2024                     | جوائز كرانشي رول للأنمي  | أفضل تصوير سينمائي       | فينلاند ساغا - موسم 2    | رُشِّح                      | [ 2 ]                    |
| 2024                     | جوائز كرانشي رول للأنمي  | أفضل أنمي درامي          | فينلاند ساغا - موسم 2    | رُشِّح                      | [ 2 ]                    |
| 2024                     | جوائز كرانشي رول للأنمي  | أفضل شخصية رئيسية        | ثورفين                   | رُشِّح                      | [ 2 ]                    |
| 2025                     | جوائز كرانشي رول للأنمي  | أفضل اداء صوتي - الهندية | أبهيشيك شارما            | رُشِّح                      | [ 3 ]                    |

## وصلات خارجية
- فينلاند ساغا على موقع ANN manga (الإنجليزية)